# クアハウス (バーデン＝バーデン)

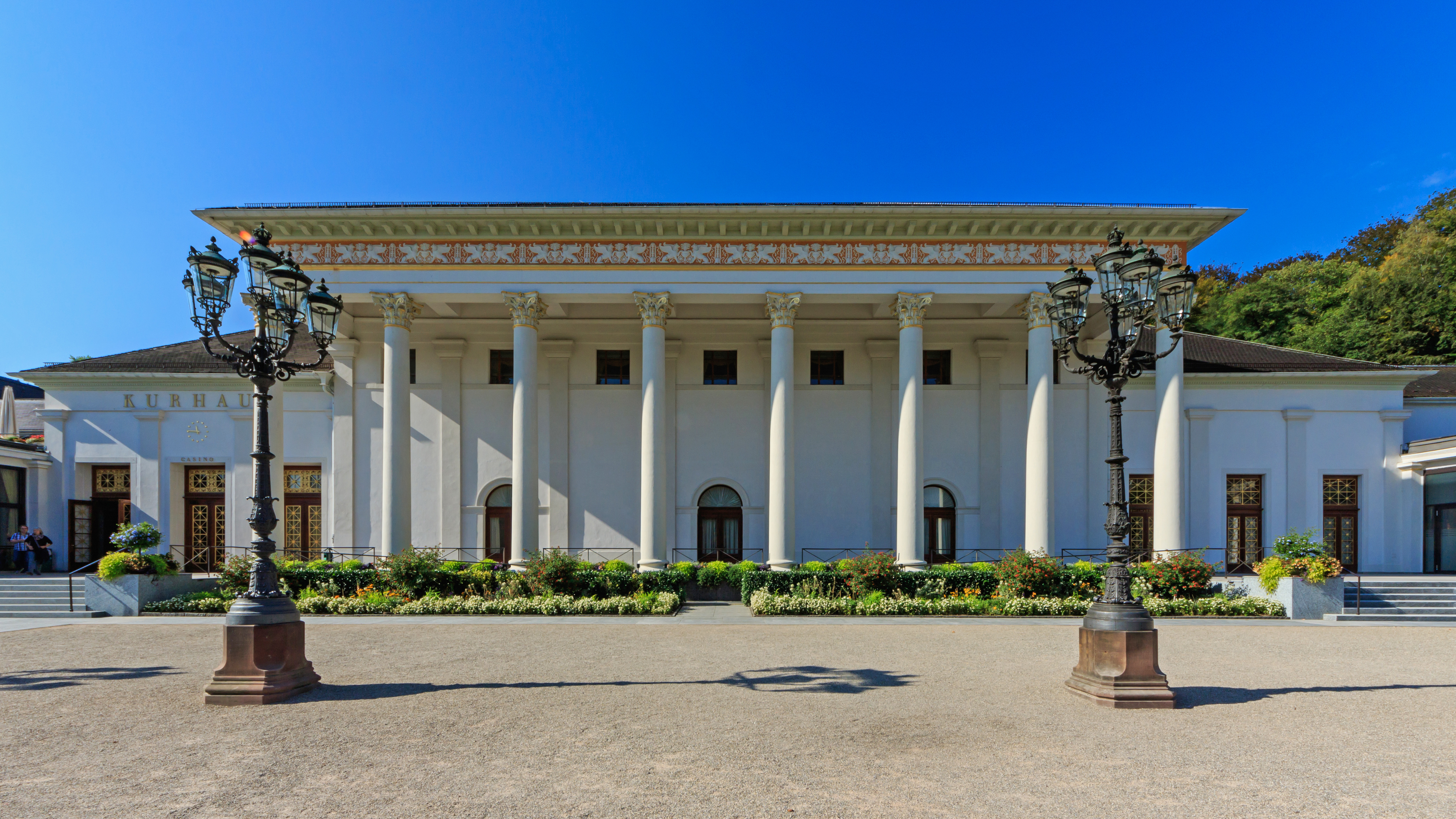
バーデン＝バーデンのクアハウス

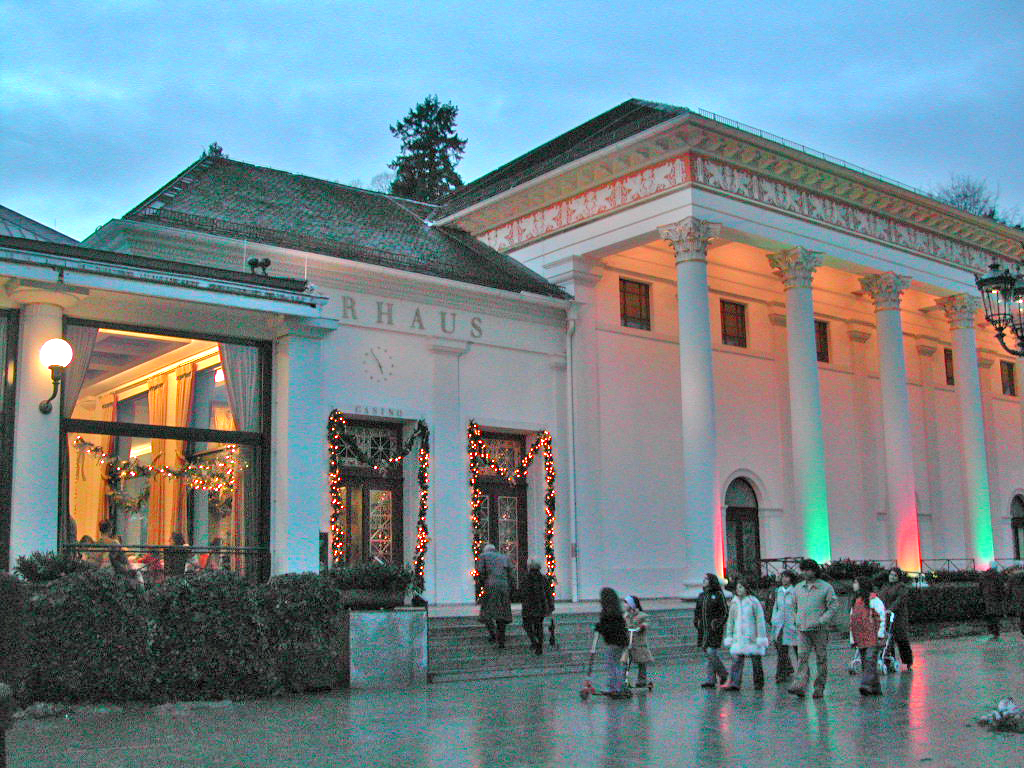
夕刻のクアハウス

バーデン＝バーデン（ドイツ）のクアハウスは、シュヴァルツヴァルト（黒い森）地方の都市バーデン＝バーデンの郊外に位置する、温泉リゾート、カジノ、会議場などの複合施設のこと。

## 歴史
1824年に、フリードリヒ・ヴァインブレンナーにより、主要建築物が設計された。コリント式の列柱、２頭のグリフォンをかたどったフリーズ、および新古典風の内装などが特徴。建築当初からカジノが併設されていたが、国際的に有名になるのは、フランスで賭博が禁止となった1830年代半ばのことである。この法律の壁によって、賭博愛好家が国境をこえて集まってきた。ロシアの作家ドストエフスキーの小説『賭博者』は、作者がバーデン＝バーデンのクアハウスを訪れた時に着想を得たものである。女優のマレーネ・ディートリヒは、「世界で最も美しいカジノ」と評した。

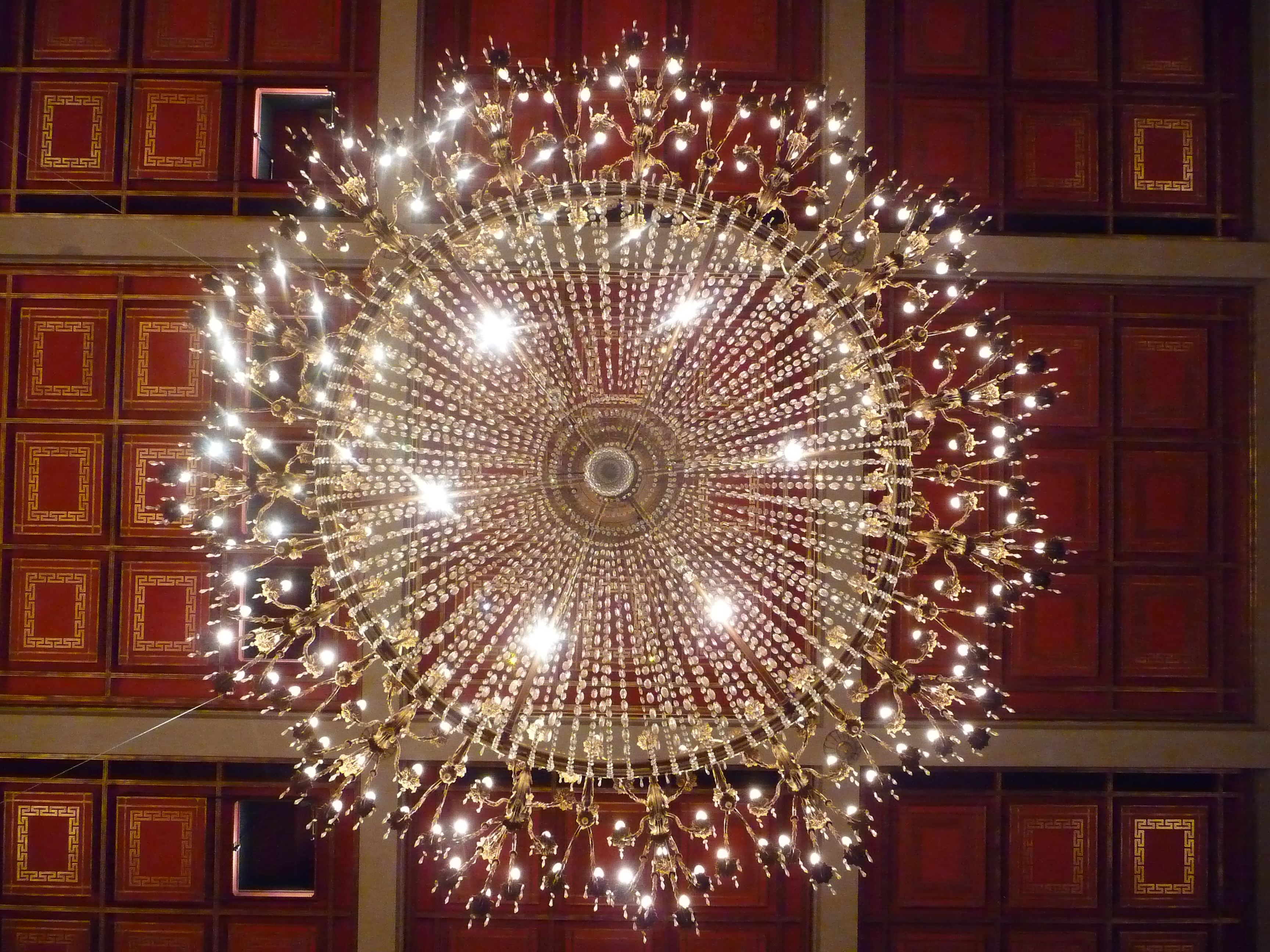
クアハウスのシャンデリア

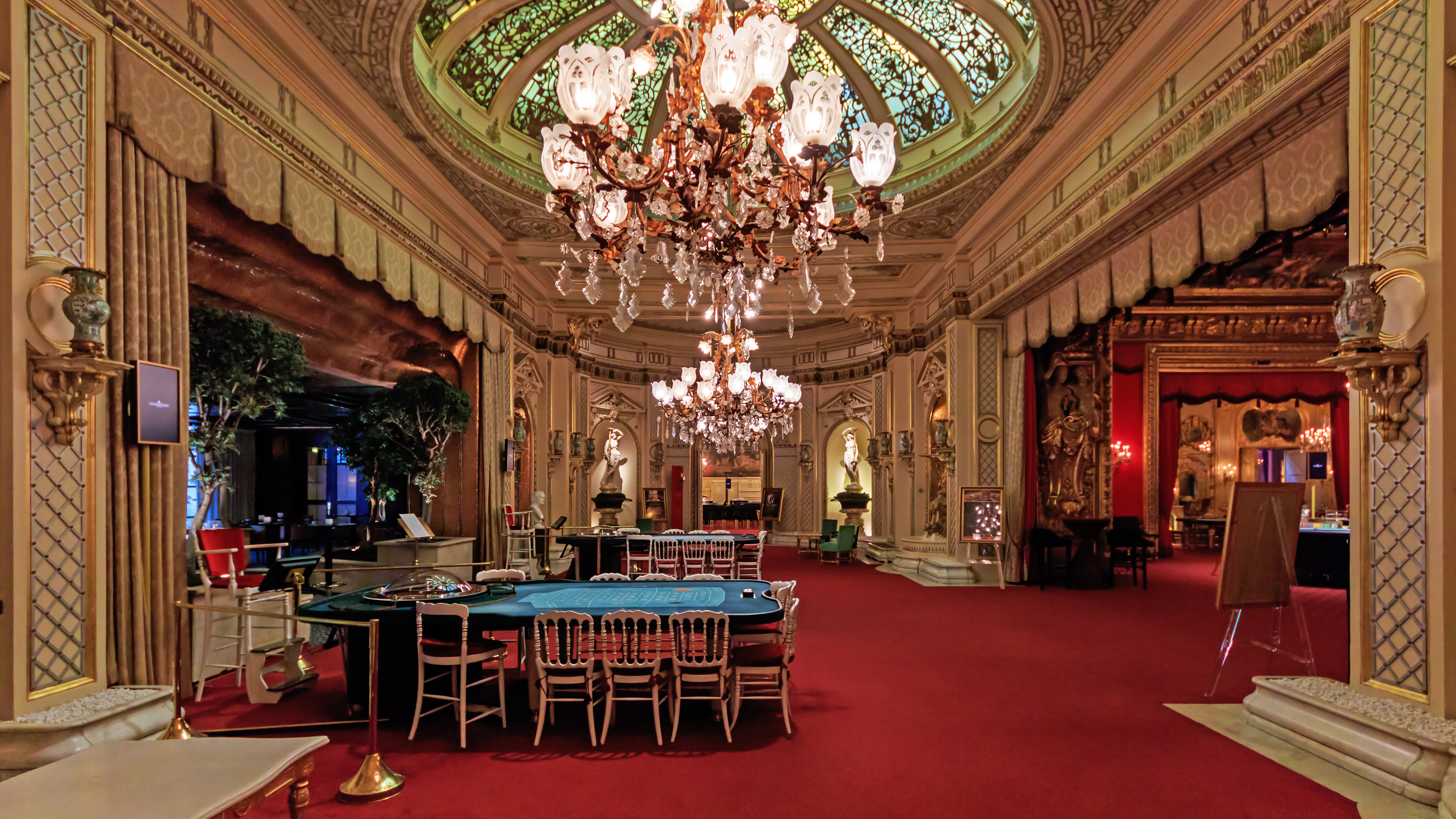
カジノのホール

2世紀にわたる間に、クアハウスは幾度かの浮沈を経験した。例えば、第一次世界大戦中は富裕な旅行者が激減した。しかし、1920年代までには、第一次世界大戦で新たに富を得た者たち（アメリカ人など）が、旧来クアハウスの名声を維持してきたヨーロッパ人にとってかわって現れた。

## 国際会議・イベント
バーデン＝バーデンのクアハウスは、時として国際的なニュースに躍り出ることがある。バーデン＝バーデン・カンファレンス・センターがこれらの国際的なイベント・会議の主催を行う。

### チェス・トーナメント
1925年、国際チェス・マスターズ・トーナメントの第21ラウンドが、バーデン＝バーデンのクアハウスにおいて開催された。このクアハウス・ラウンドは4月16日から5月14日まで続き、5月23日からのマリエンバード（現在はチェコの都市、マリアーンスケー・ラーズニェ)における最終ラウンドに引き継がれた。

### オリンピック会議
1981年9月23日から9月28日まで、第11回のオリンピックコングレス（国際オリンピック委員会が十数年に1回開催する会議）が、クアハウスにおいて開催された。国際オリンピック委員会 （IOC）の第84回会議として開催され、オリンピック・ムーブメントの発展・成功に関わる幅広い代表者が出席した。会議には競技に参加する世界147ヶ国および26の国際的なスポーツ連盟の代表が集まった。
加えて、開催地候補となる5つの都市からの代表も参加した。それぞれの候補地が公式のプレゼンテーションを行い、翌日にIOCの投票が行われた。カルガリーが1988年の冬季オリンピックの開催地に、ソウルが1988年の夏季オリンピックの開催地に選ばれた。

### NATOサミット
北大西洋条約機構（NATO）の2009年 ストラスブール - ケール・サミットの第1回の公式イベント（ワーキング・ディナー）が、2009年4月3日夜に、クアハウスのフロレンティンの間（Florentiner Saal）において行われた。大型の馬蹄形のテーブルが28ヶ所に置かれ、各国の指導者が食事をとりながら意見交換を行った。
食事にさきがけ、クラシック音楽が演奏された。ドイツ人バイオリニストのアンネ＝ゾフィー・ムターによるヨーロッパやアメリカの作曲家の作品で、ヨハネス・ブラームスの「ハンガリー舞曲」・「ホー・ダウン」（Hoe-down）、およびアメリカの作曲家アーロン・コープランドの「ロデオ」が含まれていた。
演奏の様子はウェブのストリーミングで公開されたが、その映像ではクアハウスのシャンデリアがアクセントで用いられていた。また、入口の階段に平行しての芝生の縁を、加盟国の国旗が端から順番にポールに掲揚されていくという趣向もこらされた。さらに、北大西洋条約機構 のシンボルカラーの青にいろどられた人工の雷の光が、外壁の白と対照をなして、玄関のポーチの柱列の後ろに映し出されるという演出もあった。